# Icoană pe sticlă

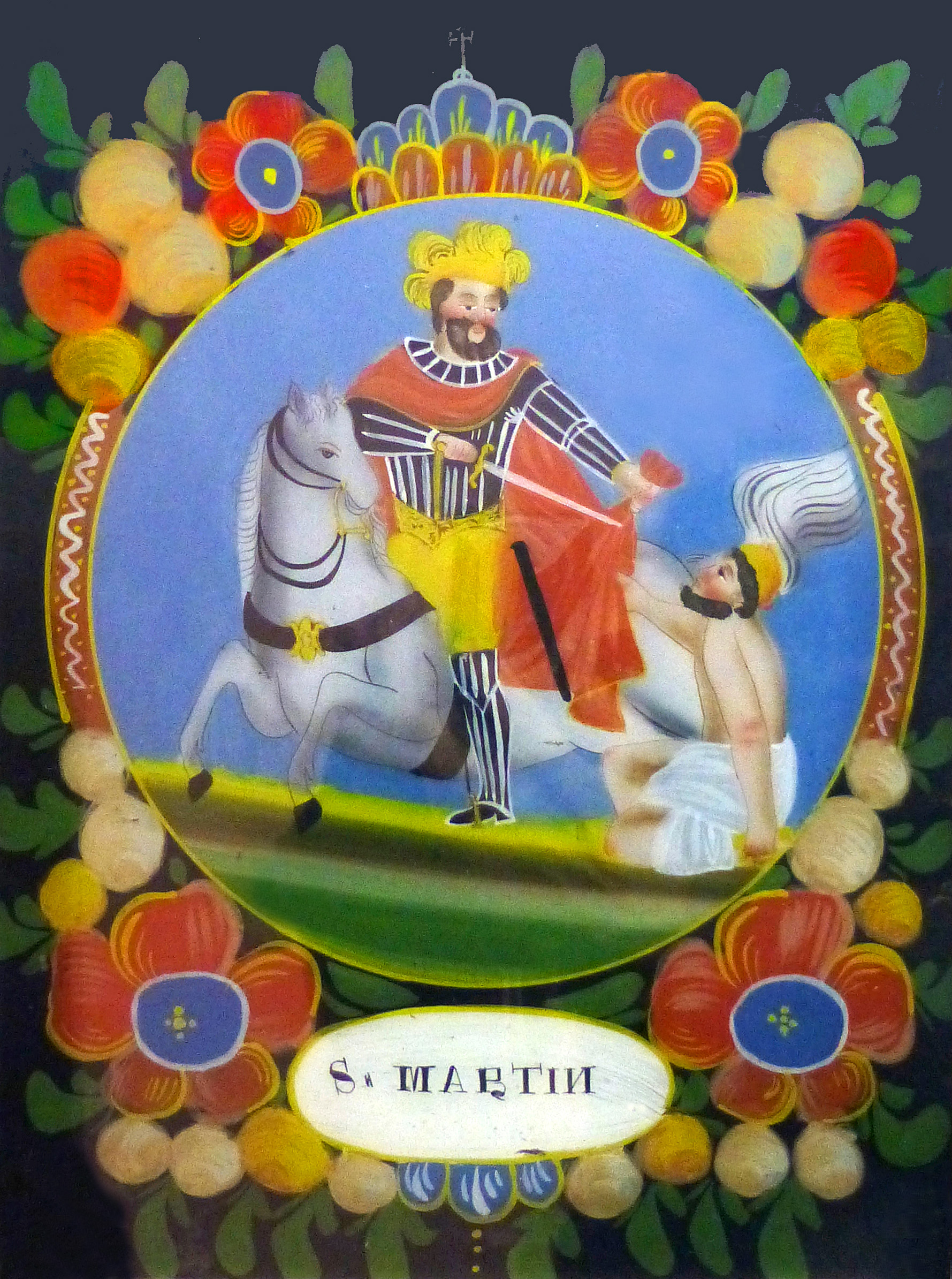
Sfântul Martin, icoană pe sticlă din Alsacia, secolul al XVIII-lea, Muzeul Alsacian din Haguenau

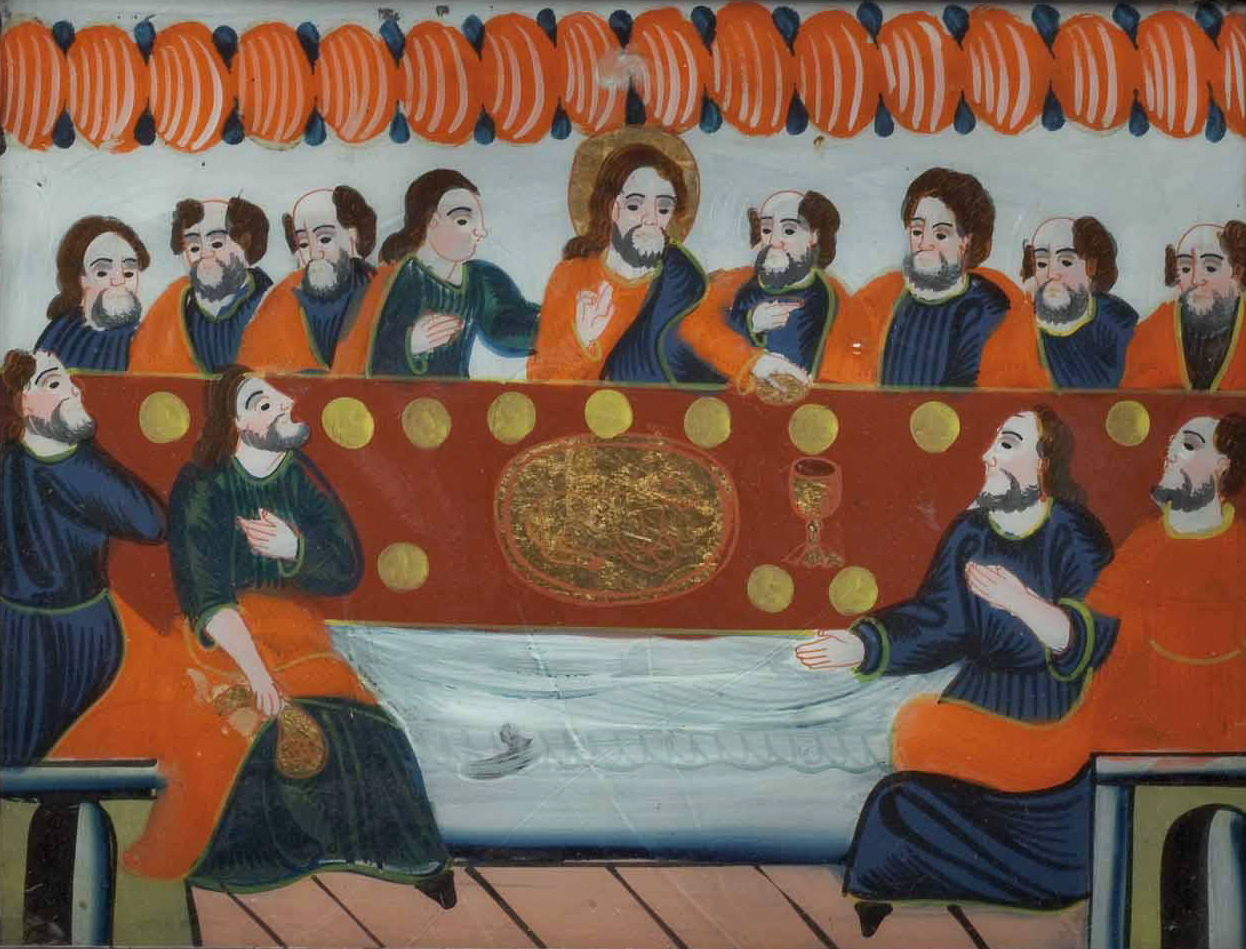
Cina cea de Taină, icoană pe sticlă din Austria, secolul al XIX-lea

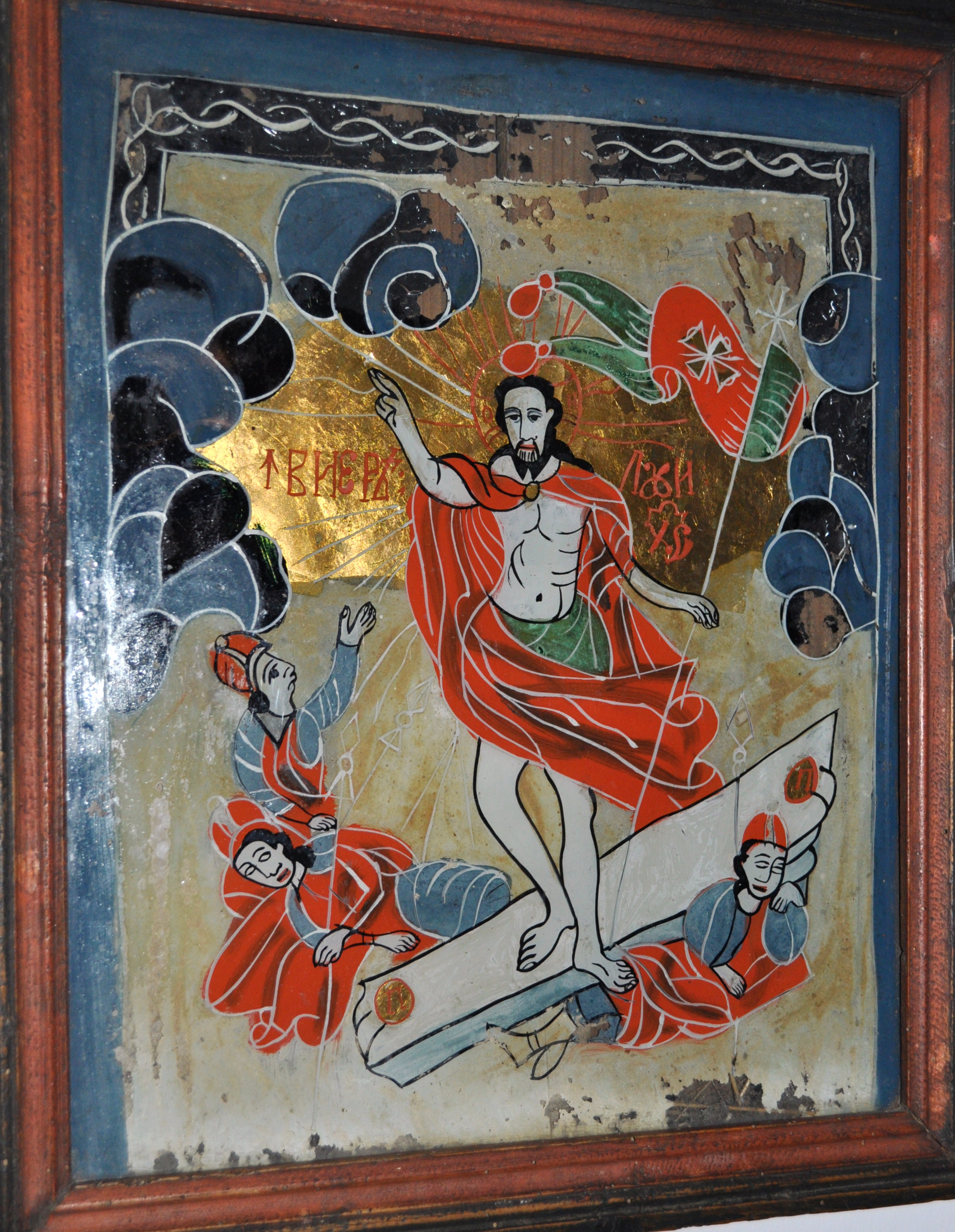
Învierea Domnului, icoană pe sticlă, colecția Arhiepiscopiei Clujului

Icoana pe sticlă, mai precis icoana pictată pe dosul sticlei, este o categorie a artei populare, un gen al artei populare practicat pe larg în Transilvania, aflată în legătură cu unele influențe venite din Europa centrală, pe filiera Bavaria – Austria – Boemia, în cursul sec. XVII și XVIII, precum și cu meșteșugul ceramicii, dar și al sticlei, adus de habani, o sectă religioasă originară din Boemia, venită și stabilită în Transilvania, în părțile Albei mai ales, cam în aceeași epocă.
Meșteșugul a pătruns în Transilvania prin Mănăstirea Nicula. Arta iconarilor pe sticlă din acest centru se caracteriza printr-un desen naiv, dar foarte sugestiv, și printr-o compoziție simplă și clară, fără proporții anatomice și de perspectivă, dar echilibrată cromatic. Icoanele se zugrăveau după modele (izvoade), care erau decalcuri pe hârtie făcute cu creionul sau cu o culoare, după icoane mai vechi. Izvodul era scos periodic pentru a se executa câteva lucrări și după aceea era iar pus la păstrare. 
Izvodul se așeza sub bucata de sticlă aleasă pentru a fi pictată. După el se executa reproducerea în serie a scheletului grafic, numit „urzeală“. Cel mai priceput meșteșugar al acestei comunități de muncă, formată fie din membrii aceleiași familii, fie prin întovărășirea între vecini, trasa cu negru pe sticlă urmele izvodului, delimitând spațiile în care ceilalți lucrători încep să aștearnă colorile, după indicații precise, care devin cu timpul adevărate canoane, cunoscute fiecăruia. Când lucrul lor s-a isprăvit, șeful de atelier, probabil același care desenase și conturele cu negru, executa cu grijă ultimele retușuri.
Un detaliu interesant este faptul că icoanele pe sticlă au un chenar, pentru a se ști până unde se întinde icoana (pentru a nu se crede că a fost acoperită de ramă).
În pictura pe sticlă se foloseau culori pregătite manual, de obicei cu pigmenți și ulei de in. Înainte de începerea picturii, sticla era curățată cu atenție de orice pete de grăsime. Această tehnică asigura o rezistență considerabilă și împiedica exfolierea stratului pictural. Sticla folosită la pictură avea o suprafață dură, unduitoare și plină de balonașe de aer, căci trebuie avut în minte că materialul pictorilor era reprezentat de sticla nefolosită, din cauza faptului că era defectuoasă. Defectele sticlei măreau valoarea picturii, deși fără intenție. Acestea reflectau lumina într-un mod neregulat, ceea ce producea efecte speciale.

## Centre și expoziții
Un centru al icoanelor pe sticlă din Bavaria a fost la Raimundsreut, comuna Hohenau. La începutul secolului al XIX-lea erau produse acolo circa 40.000 de piese anual. Producția a încetat în anul 1875, odată cu apariția tiparului policrom.
Pictura pe sticlă de la Sandl⁠(de)[traduceți] (Austria) a fost inclusă de UNESCO în anul 2012 în Patrimoniul cultural imaterial al umanității. La Sandl există de asemenea un muzeu al icoanelor pe sticlă.
Cea mai mare expoziție de icoane pe sticlă din Transilvania se află la Muzeul de icoane pe sticlă Pr. Zosim Oancea.